# Shutov
Shutov  (ucraniano: Шутове) es una localidad del Raión de Berezivka en el Óblast de Odesa de Ucrania. Según el censo de 2001, tiene una población de 66 habitantes.